# Doukki Gel
Doukki Gel, qui signifie dans un dialecte nubien la « colline rouge », est un site archéologique important du Soudan qui abrite les ruines de deux antiques cités de la Nubie antique : une ville égyptienne fondée par les pharaons de la XVIIIe dynastie qui recouvre une cité contemporaine de celle de Kerma, voisine, à juste 700 mètres de là.
- La ville égyptienne de Pnoubs, fondée par les pharaons de la XVIIIe dynastie, a été occupée de 1450 AEC à 400 AEC. La cité égyptienne qui s'élevait à proximité de l'ancienne Kerma à partir du Nouvel Empire avec une énorme forteresse dont la présence, ici, est le reflet de l'impérieuse nécessité du pouvoir égyptien de s'imposer et de drainer toutes les richesses qu'il exigeait. Siège d'un culte au dieu Amon, elle resta une ville d'importance tout au long de l'histoire du royaume de Koush, qui reprit son indépendance à la suite de la chute de la XXe dynastie. Cette ville en recouvre, probablement volontairement, une autre, effacée, que les archéologues ont fait resurgir.

- Cette cité qui a été recouverte par la ville égyptienne était contemporaine de l'ancienne Kerma. Elle s'avère posséder une architecture singulière, dont le motif circulaire est décliné en de multiples variantes. Cette cité est contemporaine de la ville de Kerma, capitale du royaume éponyme, qui se développe et contrôle à partir du troisième millénaire avant notre ère toute la Basse Nubie au sud de l'Égypte et représentera longtemps une menace pour le pouvoir pharaonique, en raison notamment de la proximité des gisements aurifères du désert oriental (ou désert Arabique). Le site de Kerma s'est avéré voisiner un autre site auquel le toponyme « Doukki Gel » a été attribué par les archéologues. Ce dernier site conserve la trace de bâtiments d'aspect circulaire qui intriguent considérablement les découvreurs.

## Doukki Gel: un site exceptionnel
Les vestiges de Doukki Gel donnent lieu à des recherches systématiques depuis plus de vingt ans (vers 2017). Depuis le 23 février 2013, les deux sites font l’objet d’une coopération suisse-franco-soudanaise.
À sept cent mètres du site de Kerma, les archéologues, sous la direction de l'archéologue spécialiste du Soudan, Charles Bonnet, ont découvert le site de Doukki Gel. Ces fouilles ont révélé la présence d’édifices palatiaux et de sanctuaires qui ont des plans ovales ou circulaires. Cet ensemble est protégé par un très puissant système de fortifications. Ces bâtiments sont datés vers 1800 AEC, c'est-à-dire bien antérieurs à l'occupation égyptienne du royaume de Kerma. Ils pourraient donc avoir été édifiés immédiatement après la première guerre menée contre les Nubiens par Sésostris Ier, de la XIIe dynastie. Ce pharaon avait conquis jusqu'à la zone de la deuxième cataracte. Sous Amenemhat II, les Kouchites sont venus payer tribut à ce souverain, mais ceci n'a probablement guère duré. De nouveaux préparatifs pour une campagne militaire sont sans doute engagés par le père de Sésostris III, Sésostris II. Cette installation serait peut-être contemporaine d'une ligue qui s'est dressée contre les pharaons à ce moment-là, juste avant les expéditions de Sésostris III (r. 1872-1854). Son armée est descendue jusqu'à Semna, bien au-delà de la deuxième cataracte, qui marquera la frontière par l'édification de 7 forteresses.
Comme ce type de forme circulaire n'a aucun rapport ni avec l'architecture égyptienne ni avec l'architecture nubienne de Kerma, il pourrait s'agir d'un de ces peuples qui se sont coalisés avec Kerma pour lutter comme l'hégémonie égyptienne, et venus d'ailleurs, de l'Afrique voisine.

## Pnoubs ville sainte d'Amon
Un kilomètre au nord de Kerma, les Égyptiens bâtissent alors une nouvelle cité et fondent un nouveau centre religieux dédié au dieu Amon de Pnoubs, une des formes du dieu en Nubie dont le culte se répand jusqu’à Napata. Cette implantation égyptienne en plein cœur de la Nubie est caractéristique de la politique de prise en main de la région. Une puissante enceinte en brique crue est construite pour abriter le temple du dieu et les greniers dans lesquels sont conservées les denrées alimentaires apportées en offrande ou provenant des terres allouées à l’entretien du culte.
La cité qui s’étend tout autour vit alors au rythme des règnes égyptiens de la XVIIIe dynastie. Le temple lui-même subit ainsi les aléas de l’histoire égyptienne, agrandi et embelli par les Thoutmôsides, remanié et transformé en temple du disque par Akhenaton, puis à nouveau consacré au dieu Amon sous les Ramessides.
Avec la fin du Nouvel Empire la région s’affranchit de la tutelle pharaonique. D’abord gérée par le fils royal de Koush, elle se retrouve au début de la Troisième Période intermédiaire sous le contrôle de plusieurs principautés locales, fortement égyptianisées.
Le renouveau vient, cette fois, de Napata où une puissante monarchie s’est constituée. Se réclamant du grand dieu Amon, elle absorbe dans son orbite l’ensemble des principautés qui se divisent le territoire. La XXVe dynastie en sera issue et Doukki Gel deviendra un centre cultuel important de ce nouveau royaume, qui règne pendant un demi-siècle sur toute la vallée du Nil soudanais et égyptien.
Pnoubs fait alors partie d'un ensemble de villes saintes que les monarques de Koush visitent à l'occasion de leur couronnement. Le temple, agrandi et embelli, est orné de colosses à l'effigie des différents souverains qui convoitent le trône d'Horus.
Cet empire prendra fin à la seconde moitié du VIIe siècle avec la conquête de l'Égypte par les Assyriens. Le royaume qui conserve Napata comme capitale retrouve alors ses frontières originelles et, vers 591 av. J.-C., le pharaon saïte Psammétique II envoie une expédition militaire, réduisant à néant leurs ambitions sur l'Égypte. La rencontre des deux armées se déroule à proximité de Pnoubs et les troupes nubiennes subissent une cuisante défaite.
À cette occasion, Pnoubs est prise et les statues royales sont dépouillées de leurs ornements, décapitées puis renversées et brisées.
Les troupes égyptiennes se retirent, laissant derrière elles un pays dévasté. Les rois de Napata reprennent alors le terrain conquis peu après et restaurent les cités saccagées. Pnoubs retrouve son rôle de ville sainte pendant toute la période méroïtique qui suivra et son temple reconstruit est, une fois de plus, agrandi.
Une Ânkh en or brut a été subtilisée par des pillards au cours de la mission américaine de 1910 sur ce site, il s'agit d'un trésor incomparable dont personne ne possède de représentations, mais dont on sait qu'elle ne circule plus sur le marché illégal de l'or ou des antiquités depuis au moins 1914.[réf. nécessaire]